# Mezinárodní letiště Kanton Paj-jün
Mezinárodní letiště Kanton Paj-jün (čínsky v českém přepisu Kuang-čou Paj-jün kuo-ťi ťi-čchang, pchin-jinem Guǎngzhōu Báiyún Guójì Jīchǎng, znaky zjednodušené 广州白云国际机场, tradiční 廣州白雲國際機場, IATA: CAN, ICAO: ZGGG) je letiště v Kantonu, hlavním městě provincie Kuang-tung v Čínské lidové republice.
Nachází se v obvodech Paj-jün a Chua-tu přibližně 28 kilometrů severně od jádra města. Bylo otevřeno 5. srpna 2004 a nahradilo starší letiště stejného jméno. Jméno, znamenající doslova Bílá oblaka, odkazuje k hřebeni Paj-jün, kopcům v severovýchodní části Kantonu.
Letiště patří k nejvýznamnějším v Čínské lidové republice – počtem 55 miliónů cestujících bylo v roce 2015 v ČLR čtvrté největší po pekingském, hongkongském a šanghajském a sedmnácté největší celosvětově. 
V roce 2020 se letiště posunulo na první příčku v žebříčku největších letišť podle počtu odbavených cestujících. Po 22 letech tak sesadilo z první příčky mezinárodní letiště Hartsfield-Jackson.
Letiště je napojeno linkou 3 na síť kantonského metra.